# Trogoderma granarium
Espèce
Le trogoderma du grain ou dermeste du grain (Trogoderma granarium) est une espèce d'insectes coléoptères synanthropiques, invasive, de la famille des Dermestidae. Sa capacité à rester inactive durant de très longues périodes sous forme de larve et à se multiplier rapidement fait de cet insecte un des plus nuisibles aux réserves de nourritures humaines. Il infeste bon nombre de pays au climat tropical ou semi-tropical. Parmi les pays non-infestés de cette zone climatique figure l'Australie, grâce à une lutte précoce contre les introductions.

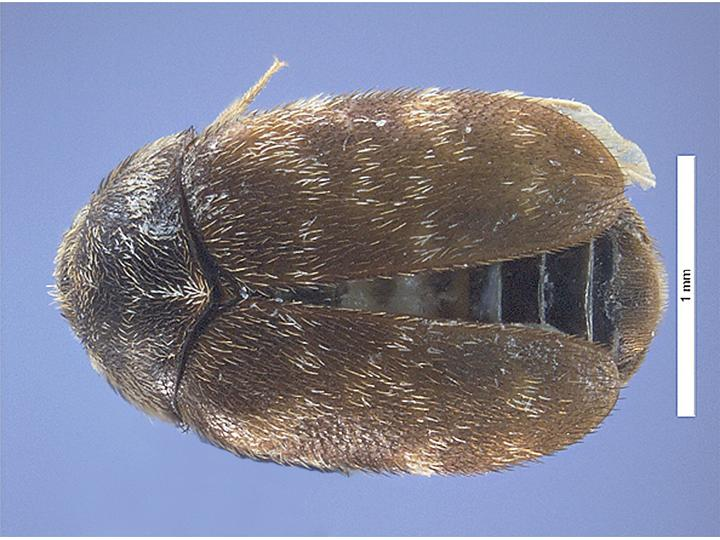
Trogoderma granarium
(Repère blanc long d'un mm).

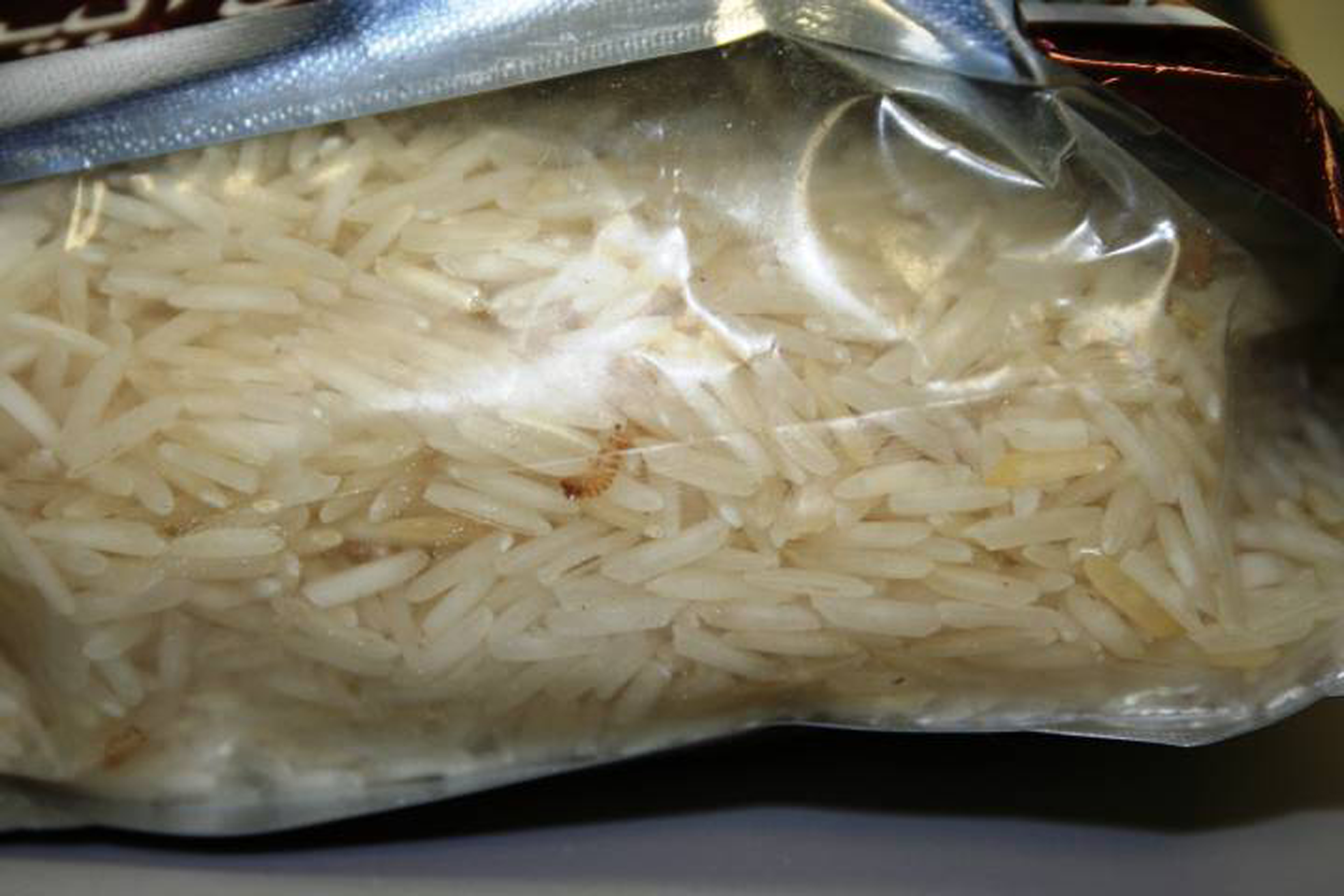
Larve dans un sachet de riz